# Coroiești
Coroiești es una comuna ubicada en el distrito de Vaslui, Rumania.

## Superficie
Posee una superficie de 74,93 kilómetros cuadrados.

## Demografía
Hasta 2021 la población era de 1593 habitantes, con una densidad de población de 21,26 habitantes por kilómetro cuadrado.